# Collores (Las Piedras)
Collores es un barrio ubicado en el municipio de Las Piedras en el estado libre asociado de Puerto Rico. En el Censo de 2010 tenía una población de 4710 habitantes y una densidad poblacional de 483,65 personas por km².

## Geografía
Collores se encuentra ubicado en las coordenadas 18°11′15″N 65°51′4″O / 18.18750, -65.85111. Según la Oficina del Censo de los Estados Unidos, Collores tiene una superficie total de 9.74 km², de la cual 9.72 km² corresponden a tierra firme y (0.19%) 0.02 km² es agua.

## Demografía
Según el censo de 2010, había 4710 personas residiendo en Collores. La densidad de población era de 483,65 hab./km². De los 4710 habitantes, Collores estaba compuesto por el 70.4% blancos, el 10.59% eran afroamericanos, el 0.42% eran amerindios, el 10.49% eran de otras razas y el 8.09% pertenecían a dos o más razas. Del total de la población el 99.32% eran hispanos o latinos de cualquier raza.